# Dispositivo de horquilla-muñón
En vías férreas, los dispositivos horquilla-muñón consisten en una U y una I, que se acoplan mutuamente y con cierta holgura, para impedir las excesivas deformaciones térmicas en los cambios de aguja en el ferrocarril, que sacarían de tolerancia el desvío. A fin de evitar los movimientos longitudinales de la aguja con respecto a la contraaguja, hecho que impediría que ambos ajustasen perfectamente, se emplean los dispositivos de horquilla-muñón. Estos movimientos de descuadre son debidos al fenómeno de dilatación restringida que se presenta en las agujas, característico de la barra larga soldada. 